# نیکی بول
نیکی بول (انگلیسی: Nikki Bull؛ زادهٔ ۲ اکتبر ۱۹۸۱) بازیکن فوتبال اهل بریتانیا است.
از باشگاه‌هایی که در آن بازی کرده‌است می‌توان به باشگاه فوتبال مارگیت، باشگاه فوتبال کویینز پارک رنجرز، باشگاه فوتبال استون ویلا، باشگاه فوتبال برنتفورد، باشگاه فوتبال وایکام واندررز، و باشگاه فوتبال آلدرشات تاون اشاره کرد.
وی همچنین در تیم ملی فوتبال England C بازی کرده‌است.